# Василиха
Васили́ха (укр. Василиха) — село, входит в Ставищенский район Киевской области Украины.
Население по переписи 2001 года составляло 619 человек. Почтовый индекс — 09411. Телефонный код — 4564. Занимает площадь 2,42 км².

## Местный совет
Село Василиха — административный центр Василихского сельского совета.
Адрес местного совета: 09411, Киевская обл., Ставищенский р-н, с. Василиха, ул. Наумова, 18-а.